# Wspomnienia z Paryża
Wspomnienia z Paryża – album nagrany przez polskiego piosenkarza René Glaneau i Orkiestrę Ryszarda Damrosza. 10" LP wydany został przez Polskie Nagrania „Muza” (L 0319) na przełomie lat 50. i 60. XX w. Projekt okładki: A. Łącki (1960).

## Muzycy
- René Glaneau – śpiew
- Orkiestra Ryszarda Damrosza
- Jadwiga Szamotulska – klawesyn (A2), fortepian (B4)

## Lista utworów
Strona A
| 1. | "La chanson d'Orphee" (muz. Luiz Bonfá)             |  |
|    |                                                     |  |
| 2. | "Rococo" – samba na klawesyn (muz. Ryszard Damrosz) |  |
|    |                                                     |  |
| 3. | "La Mer" (muz. Charles Trenet)                      |  |
|    |                                                     |  |
| 4. | "Szwedzka polka" (muz. Hugo Alfvén)                 |  |
|    |                                                     |  |
Strona B
| 1. | "Petit fleur" (muz. Sidney Bechet, sł. Fernand Bonifay, Mario Bua) |  |
|    |                                                                    |  |
| 2. | "Miłość, kastaniety i tango" (R. Ader, J. Ross)                    |  |
|    |                                                                    |  |
| 3. | "Tout l'amour" (Perry Botkin, Gilert Garfield, Patrick Murtagh)    |  |
|    |                                                                    |  |
| 4. | "Samba di concerto" (muz. W. Valdi)                                |  |
|    |                                                                    |  |